# Josephine Holst
Josephine Holst, född 1988, är en svensk dramatiker men började sin yrkeskarriär med att arbeta inom kriminalvården. Dock önskade hon byta bana, men hämtar gärna inspiration från den miljö hon tidigare arbetad med. Samtliga pjäser handlar om fiktivt om utslagna och känslomässigt sargade människor. Huvudsaklig teaterutbildning har genomförts på Richmond Drama School i London. 

## Pjäser
- 2023 - Frusen flicka: Pjäs i en akt
- 2023 - Frusen pojke: Pjäs i en akt
- 2023 - Första glaset vin: Pjäs i två akter
- (Okänt) - Ewa, Dieter och Elfriede: Pjäs i två akter